# Stormen Dagmar
|  | For 2011-begivenheden se Ekstremvejret Dagmar (no) |
Stormen Dagmar var en storm, der ramte Danmark fredag d. 9. januar 2015. De højeste vindstød blev mål til 35 m/s i Skrydstrup ved Vojens i Sønderjylland, og ved Beldringe, Kegnæs, Langø og Rømø målte man 34 m/s. Både i Kegnæs og Torsminde nåede middelvinden op i stormstyrke med hhv. 26 og 25 m/s.
Dagmar ramte vestkysten om formiddagen d. 9. januar. Der var varslet forhøjet vandstand ved Vadehavet, Vestkysten, i Limfjorden, Roskilde Fjord, i Nordsjælland og generelt kysterne langs Øresund.
Allerede dagen inde havde man lagt vandbarrierer ud ved udsatte områder langs Roskilde Fjord.
Under stormen blev fem lejemål i Sakskøbing evakueret, da der var fare for at en skorsten ville styrte sammen. Skorstenen blev revet ned i al hast i løbet af eftermiddagen. Stormen væltede træer flere steder, og lukkede broer. Færgen der sejler ruten Gedser-Rostock blev aflyst fra midt på dagen frem til aftenen.
Dagmar blev efterfulgt af stormen Egon allerede dagen efter. To kraftige storme på få dage er ellers en sjældenhed, og omtales som såkaldte tvillingestorme, som der kun har været seks af i løbet af 114 år.
Dagmar og Egon forårsagede at flere sommerhuse ved Nørlev Strand vest for Hjørring blev ødelagt da havet åd sig ind i klitterne.